# Nicolas Tournat
Nicolas Tournat, né le 5 avril 1994 à Niort, est un joueur français de handball évoluant au poste de pivot au HBC Nantes.
International depuis 2015, il est notamment champion olympiques en 2021 et champion d'Europe en 2024.

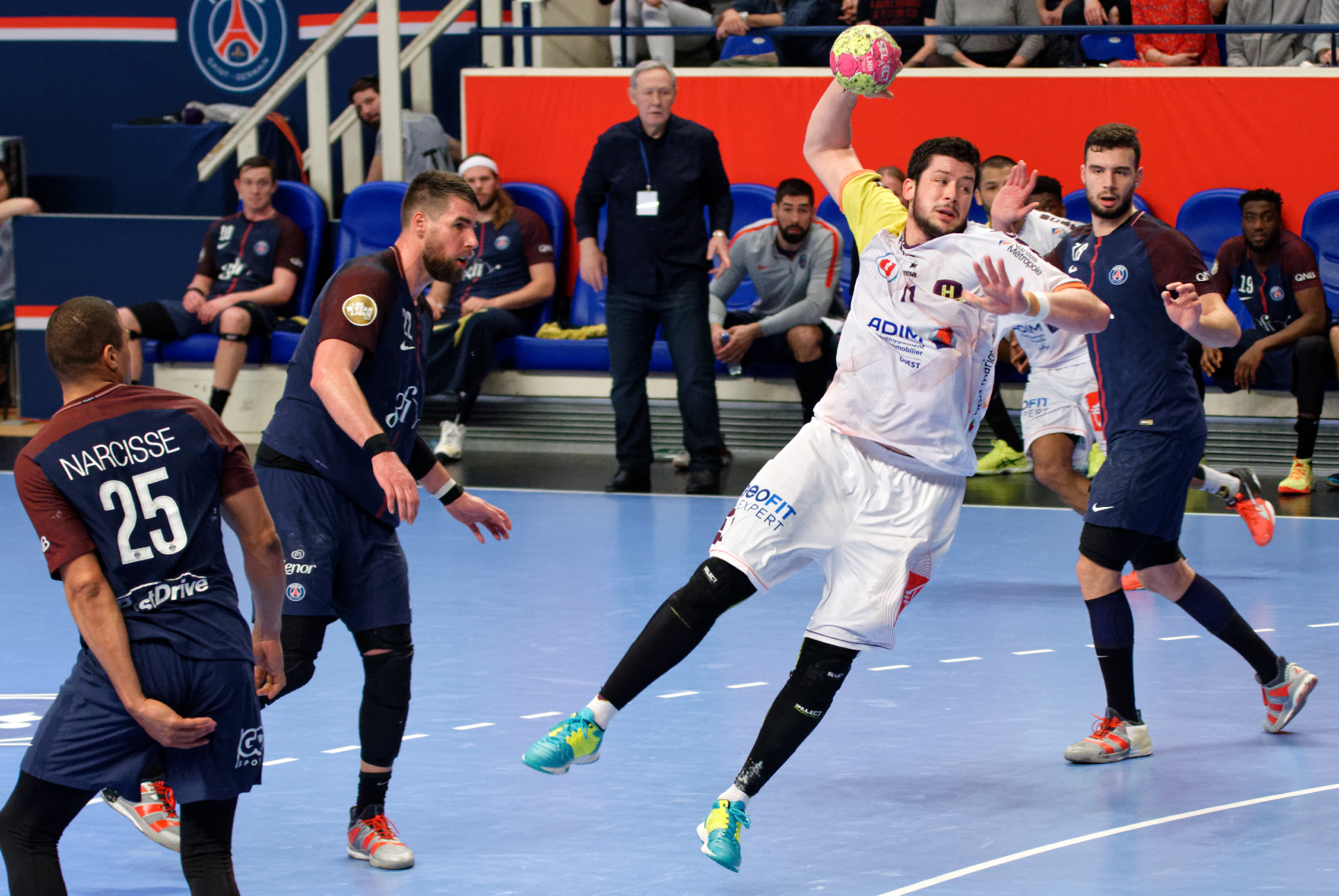
Nicolas Tournat au tir sous le maillot de Nantes, le 14 décembre 2018.

## Biographie
Issu du centre de formation du HBC Nantes, il y a signé son premier contrat professionnel le 30 octobre 2014, et ce pour une durée de trois ans. Avec le club ligérien, il évolue ainsi en championnat de France et en coupe d'Europe de l'EHF,.
En novembre 2015, profitant des blessures de nombreux cadres, il est appelé pour la première fois en équipe de France. Il honore sa première sélection contre la Norvège dans le cadre de la Golden League le 8 novembre 2015. Pour les mêmes raisons, il est appelé en octobre 2017 en équipe de France, toujours dans le cadre de la Golden League.
Il participe à sa première compétition internationale à l'occasion du Championnat d'Europe 2018 : auteur de 9 buts sur 10 tentatives en un peu plus de 2 heures de jeu, il contribue à la médaille de bronze remportée par l'équipe de France. Un an plus tard, il n'est pas retenu pour participer au Championnat du monde 2019.
Dès octobre 2017, il signe un contrat de 3 ans pour le club polonais du KS Kielce à compter de 2020,. Après une première saison réussie ponctuée du doublé Championnat-Coupe de Pologne, il prolonge son contrat à Kielce jusqu'en 2027.
En juillet 2021, il participe à ses premiers Jeux olympiques et remporte son premier titre avec l'équipe de France.

## Palmarès

### En club
Compétitions internationales
- Finaliste de la Ligue des champions en 2018 et 2023
- Finaliste de la Coupe de l'EHF en 2013 et 2016

Compétitions nationales
- Vainqueur de la Coupe de la Ligue en 2015
  - Finaliste en 2017
- Vainqueur de la Coupe de France en 2017
  - Finaliste en 2015
- Vice-champion de France en 2017
- Vainqueur du Trophée des champions en 2017
  - Finaliste en 2016
- Vainqueur du  Championnat de Pologne en 2021, 2022, 2023
- Vainqueur de la Coupe de Pologne en 2021

### En équipes nationales
Jeux olympiques
- Médaille d'or aux Jeux olympiques de 2020 à Tokyo

Championnats du monde
- 4e place au championnat du monde 2021 en Égypte
- Médaillé d'argent au championnat du monde 2023 en Suède et Pologne
- Médaillé de bronze au championnat du monde 2025 en Croatie, Danemark et Norvège

Championnats d'Europe
- Médaille de bronze au championnat d'Europe 2018 en Croatie
- 14e place au championnat d'Europe 2020 en Suède, Autriche et Norvège
- 4e place au championnat d'Europe 2022 en Hongrie et Slovaquie
- Médaille d'or au championnat d'Europe 2024 en Allemagne

Autres
- Médaille d'or au Championnat du monde junior 2015

### Distinctions individuelles
- Élu meilleur pivot du championnat de France en 2018, 2019 et 2020

## Décorations
- Chevalier de la Légion d'honneur (2021)[15]